# Duinrenspin
De duinrenspin (Thanatus striatus) is een spinnensoort in de taxonomische indeling van de renspinnen (Philodromidae).
Het dier komt uit het geslacht Thanatus. Thanatus striatus werd in 1845 beschreven door Carl Ludwig Koch.